# Masters de 2018
El Masters de 2018 (conocido en inglés y por motivos de patrocinio como 2018 Dafabet Masters) fue un torneo de snooker, profesional y de invitación, que se celebró entre el 14 y el 21 de enero en el Alexandra Palace de la ciudad inglesa de Londres. Fue la cuadragésima cuarta edición del Masters, organizado por primera vez en 1975, y la segunda cita de la temporada 2017-18 de las tres que componen la Triple Corona, después del Campeonato del Reino Unido de 2017 y sucedida por el Campeonato Mundial de Snooker de 2018. Mark Allen, que se impuso (10-7) a Kyren Wilson en la final, se proclamó campeón del torneo por primera vez.

## Resultados

### Cuadro del torneo
Entre paréntesis, se indica el puesto en el que accedieron al torneo los jugadores que llegaron al Alexandra Palace. Recalcado en negrita figura el ganador de cada partido:
|  | primera ronda (mejor de 11) | primera ronda (mejor de 11) |                       |    | cuartos de final (mejor de 11) | cuartos de final (mejor de 11) |  |  | semifinales (mejor de 11) | semifinales (mejor de 11) |  |  | final (mejor de 19) | final (mejor de 19) |
|  |                             |                             |                       |    |                                |                                |  |  |                           |                           |  |  |                     |                     |
|  |                             |                             |                       |    |                                |                                |  |  |                           |                           |  |  |                     |                     |
|  |                             |                             |                       |    |                                |                                |  |  |                           |                           |  |  |                     |                     |
|  | Ronnie O'Sullivan (1)       | 6                           |                       |    |                                |                                |  |  |                           |                           |  |  |                     |                     |
|  | Ronnie O'Sullivan (1)       | 6                           |                       |    |                                |                                |  |  |                           |                           |  |  |                     |                     |
|  | Marco Fu (9)                | 1                           |                       |    |                                |                                |  |  |                           |                           |  |  |                     |                     |
|  | Marco Fu (9)                | 1                           | Ronnie O'Sullivan (1) | 1  |                                |                                |  |  |                           |                           |  |  |                     |                     |
|  |                             |                             | Ronnie O'Sullivan (1) | 1  |                                |                                |  |  |                           |                           |  |  |                     |                     |
|  |                             | Mark Allen (8)              | 6                     |    |                                |                                |  |  |                           |                           |  |  |                     |                     |
|  | Mark Allen (8)              | Mark Allen (8)              | 6                     | 6  |                                |                                |  |  |                           |                           |  |  |                     |                     |
|  | Mark Allen (8)              |                             |                       | 6  |                                |                                |  |  |                           |                           |  |  |                     |                     |
|  | Luca Brecel (11)            | 3                           |                       |    |                                |                                |  |  |                           |                           |  |  |                     |                     |
|  | Luca Brecel (11)            | 3                           | Mark Allen (8)        | 6  |                                |                                |  |  |                           |                           |  |  |                     |                     |
|  |                             |                             | Mark Allen (8)        | 6  |                                |                                |  |  |                           |                           |  |  |                     |                     |
|  |                             | John Higgins (5)            | 3                     |    |                                |                                |  |  |                           |                           |  |  |                     |                     |
|  | John Higgins (5)            | John Higgins (5)            | 3                     | 6  |                                |                                |  |  |                           |                           |  |  |                     |                     |
|  | John Higgins (5)            |                             |                       | 6  |                                |                                |  |  |                           |                           |  |  |                     |                     |
|  | Anthony McGill (14)         | 4                           |                       |    |                                |                                |  |  |                           |                           |  |  |                     |                     |
|  | Anthony McGill (14)         | 4                           | John Higgins (5)      | 6  |                                |                                |  |  |                           |                           |  |  |                     |                     |
|  |                             |                             | John Higgins (5)      | 6  |                                |                                |  |  |                           |                           |  |  |                     |                     |
|  |                             | Ryan Day (15)               | 1                     |    |                                |                                |  |  |                           |                           |  |  |                     |                     |
|  | Ding Junhui (4)             | Ryan Day (15)               | 1                     | 4  |                                |                                |  |  |                           |                           |  |  |                     |                     |
|  | Ding Junhui (4)             |                             |                       | 4  |                                |                                |  |  |                           |                           |  |  |                     |                     |
|  | Ryan Day (15)               | 6                           |                       |    |                                |                                |  |  |                           |                           |  |  |                     |                     |
|  | Ryan Day (15)               | 6                           | Mark Allen (8)        | 10 |                                |                                |  |  |                           |                           |  |  |                     |                     |
|  |                             |                             | Mark Allen (8)        | 10 |                                |                                |  |  |                           |                           |  |  |                     |                     |
|  |                             | Kyren Wilson (13)           | 7                     |    |                                |                                |  |  |                           |                           |  |  |                     |                     |
|  | Judd Trump (3)              | Kyren Wilson (13)           | 7                     | 6  |                                |                                |  |  |                           |                           |  |  |                     |                     |
|  | Judd Trump (3)              |                             |                       | 6  |                                |                                |  |  |                           |                           |  |  |                     |                     |
|  | Liang Wenbo (16)            | 4                           |                       |    |                                |                                |  |  |                           |                           |  |  |                     |                     |
|  | Liang Wenbo (16)            | 4                           | Judd Trump (3)        | 6  |                                |                                |  |  |                           |                           |  |  |                     |                     |
|  |                             |                             | Judd Trump (3)        | 6  |                                |                                |  |  |                           |                           |  |  |                     |                     |
|  |                             | Shaun Murphy (6)            | 4                     |    |                                |                                |  |  |                           |                           |  |  |                     |                     |
|  | Shaun Murphy (6)            | Shaun Murphy (6)            | 4                     | 6  |                                |                                |  |  |                           |                           |  |  |                     |                     |
|  | Shaun Murphy (6)            |                             |                       | 6  |                                |                                |  |  |                           |                           |  |  |                     |                     |
|  | Ali Carter (12)             | 4                           |                       |    |                                |                                |  |  |                           |                           |  |  |                     |                     |
|  | Ali Carter (12)             | 4                           | Judd Trump (3)        | 5  |                                |                                |  |  |                           |                           |  |  |                     |                     |
|  |                             |                             | Judd Trump (3)        | 5  |                                |                                |  |  |                           |                           |  |  |                     |                     |
|  |                             | Kyren Wilson (13)           | 6                     |    |                                |                                |  |  |                           |                           |  |  |                     |                     |
|  | Barry Hawkins (7)           | Kyren Wilson (13)           | 6                     | 4  |                                |                                |  |  |                           |                           |  |  |                     |                     |
|  | Barry Hawkins (7)           |                             |                       | 4  |                                |                                |  |  |                           |                           |  |  |                     |                     |
|  | Kyren Wilson (13)           | 6                           |                       |    |                                |                                |  |  |                           |                           |  |  |                     |                     |
|  | Kyren Wilson (13)           | 6                           | Kyren Wilson (13)     | 6  |                                |                                |  |  |                           |                           |  |  |                     |                     |
|  |                             |                             | Kyren Wilson (13)     | 6  |                                |                                |  |  |                           |                           |  |  |                     |                     |
|  |                             | Mark Williams (10)          | 1                     |    |                                |                                |  |  |                           |                           |  |  |                     |                     |
|  | Mark Selby (2)              | Mark Williams (10)          | 1                     | 5  |                                |                                |  |  |                           |                           |  |  |                     |                     |
|  | Mark Selby (2)              |                             |                       | 5  |                                |                                |  |  |                           |                           |  |  |                     |                     |
|  | Mark Williams (10)          | 6                           |                       |    |                                |                                |  |  |                           |                           |  |  |                     |                     |
|  | Mark Williams (10)          | 6                           |                       |    |                                |                                |  |  |                           |                           |  |  |                     |                     |

## Centenas
Los jugadores consiguieron amasar un total de veintiocho centenas durante el torneo. La más alta, de 139, fue obra de Liang Wenbo. Así se distribuyeron:
- 139, 116 — Liang Wenbo
- 135, 120, 119, 115 — Mark Allen
- 135 — Mark Williams
- 131, 127, 113 — John Higgins
- 131, 120 — Barry Hawkins
- 125, 115, 105 — Ryan Day
- 122 — Anthony McGill
- 121, 120, 112 — Ronnie O'Sullivan
- 119 — Shaun Murphy
- 113, 111 — Judd Trump
- 111, 100 — Ding Junhui
- 110 — Ali Carter
- 109, 107, 106 — Kyren Wilson